# Vėliučionys

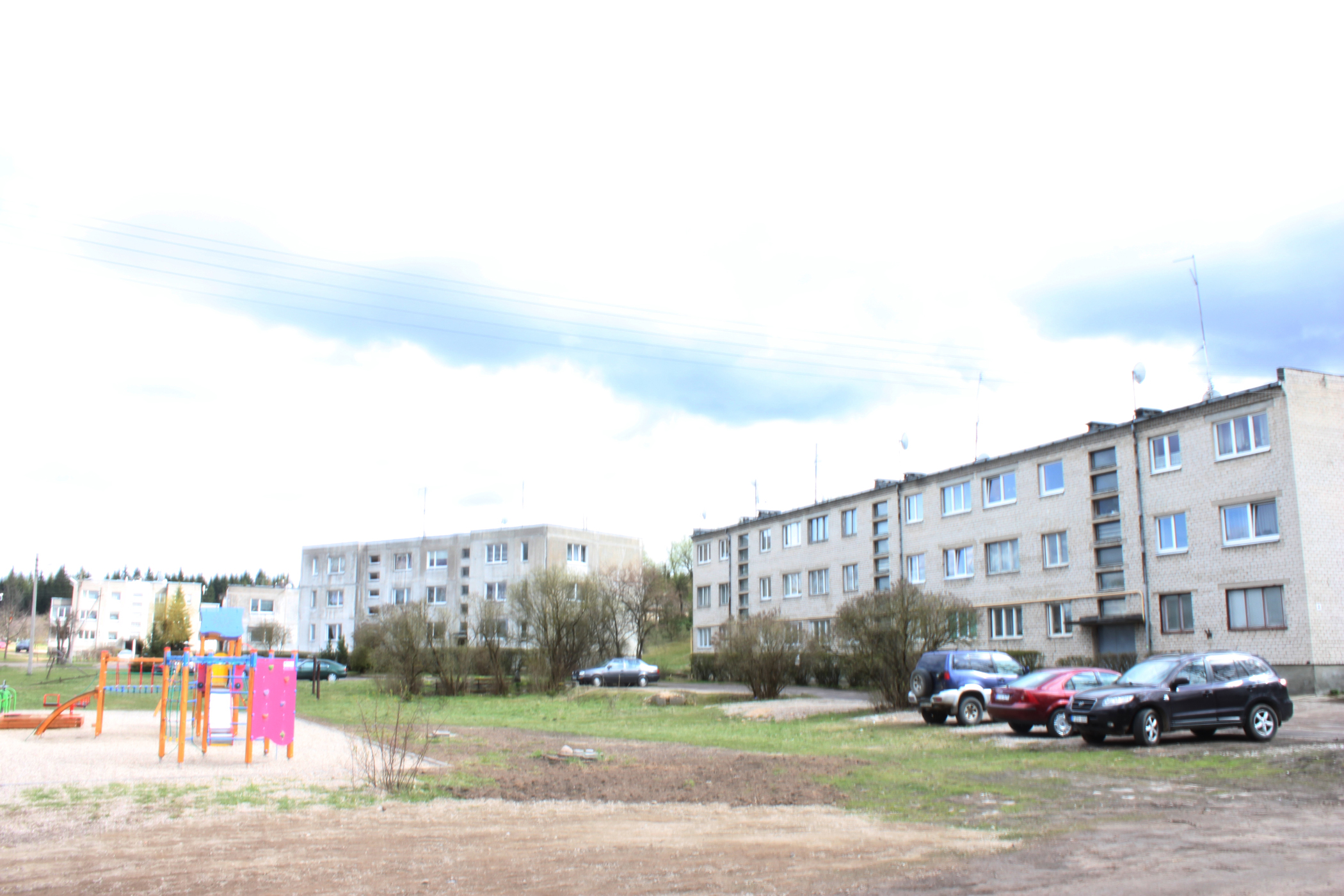
Bâtiments de Vėliučionys.

Vėliučionys est un village lituanien situé dans la Municipalité du district de Vilnius, à 10 km à l'est de Vilnius.
Lors du recensement de 2001, la population locale était de 581 habitants.

## Histoire
1159 juifs des shtetls des environs y ont été assassinés durant la Seconde Guerre mondiale, du 20 au 22 septembre 1941. Ces exécutions ont été perpétrées par un Einsatzgruppen.

## Galerie

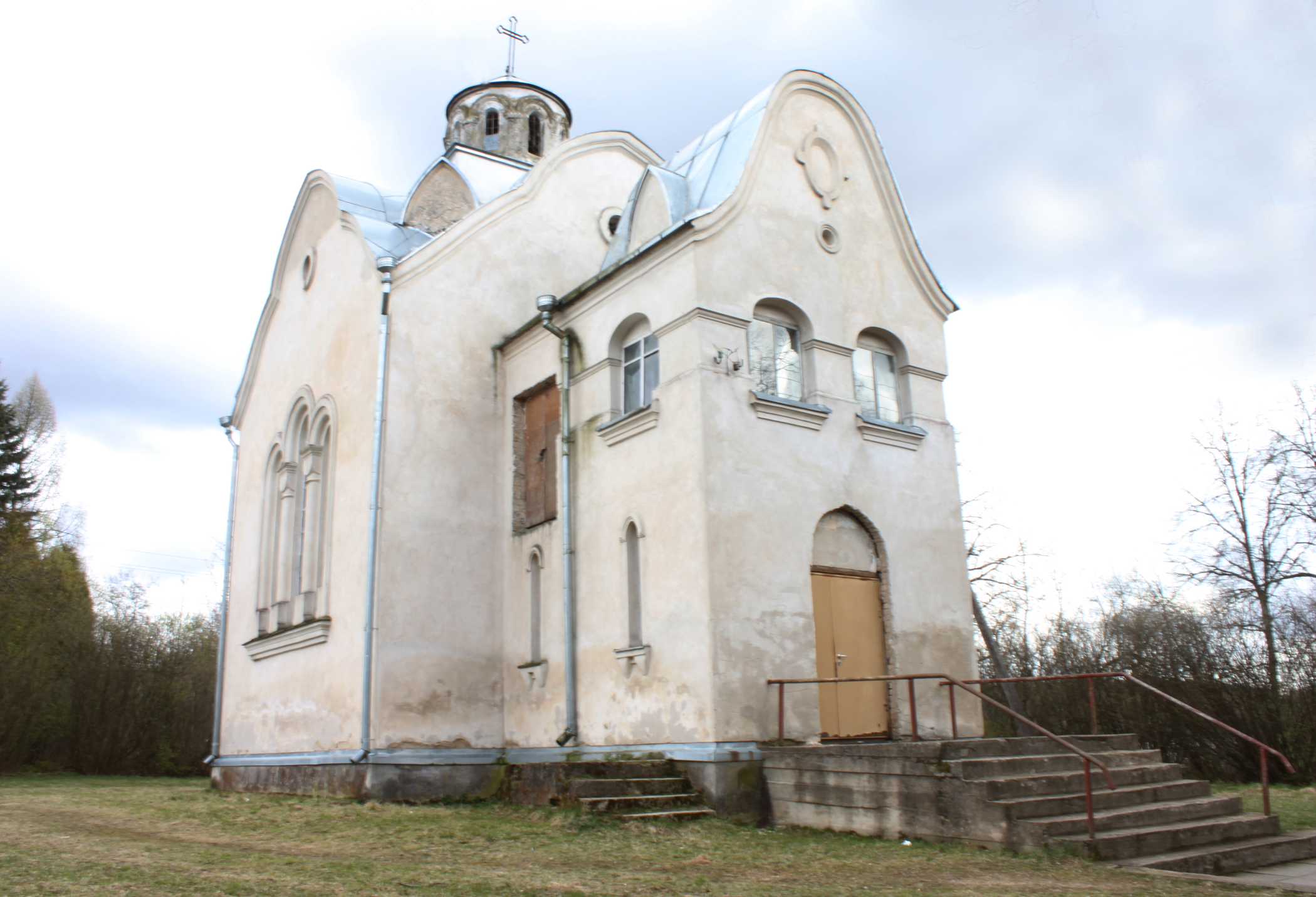
Chapelle locale.
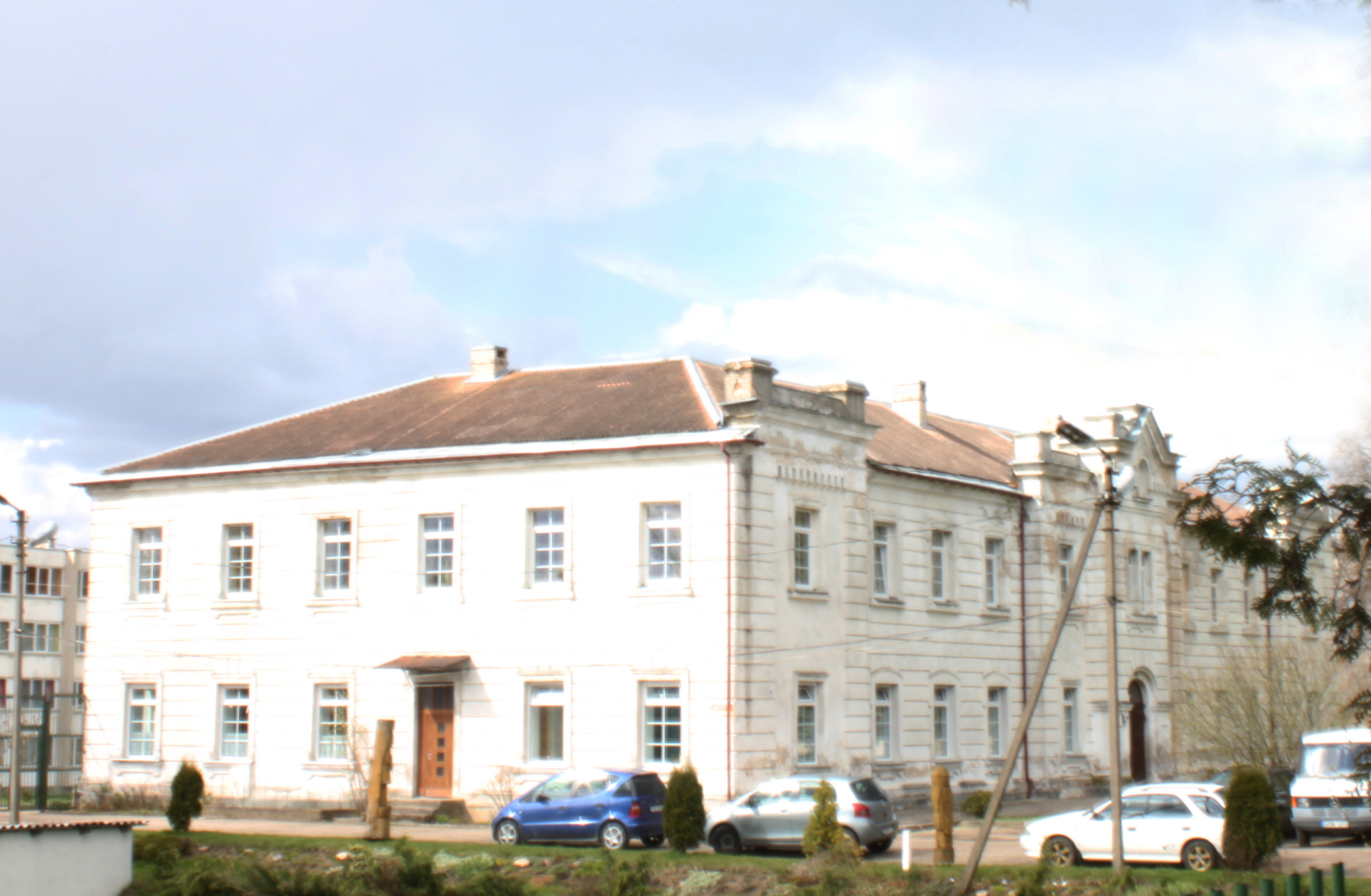
Ecole.
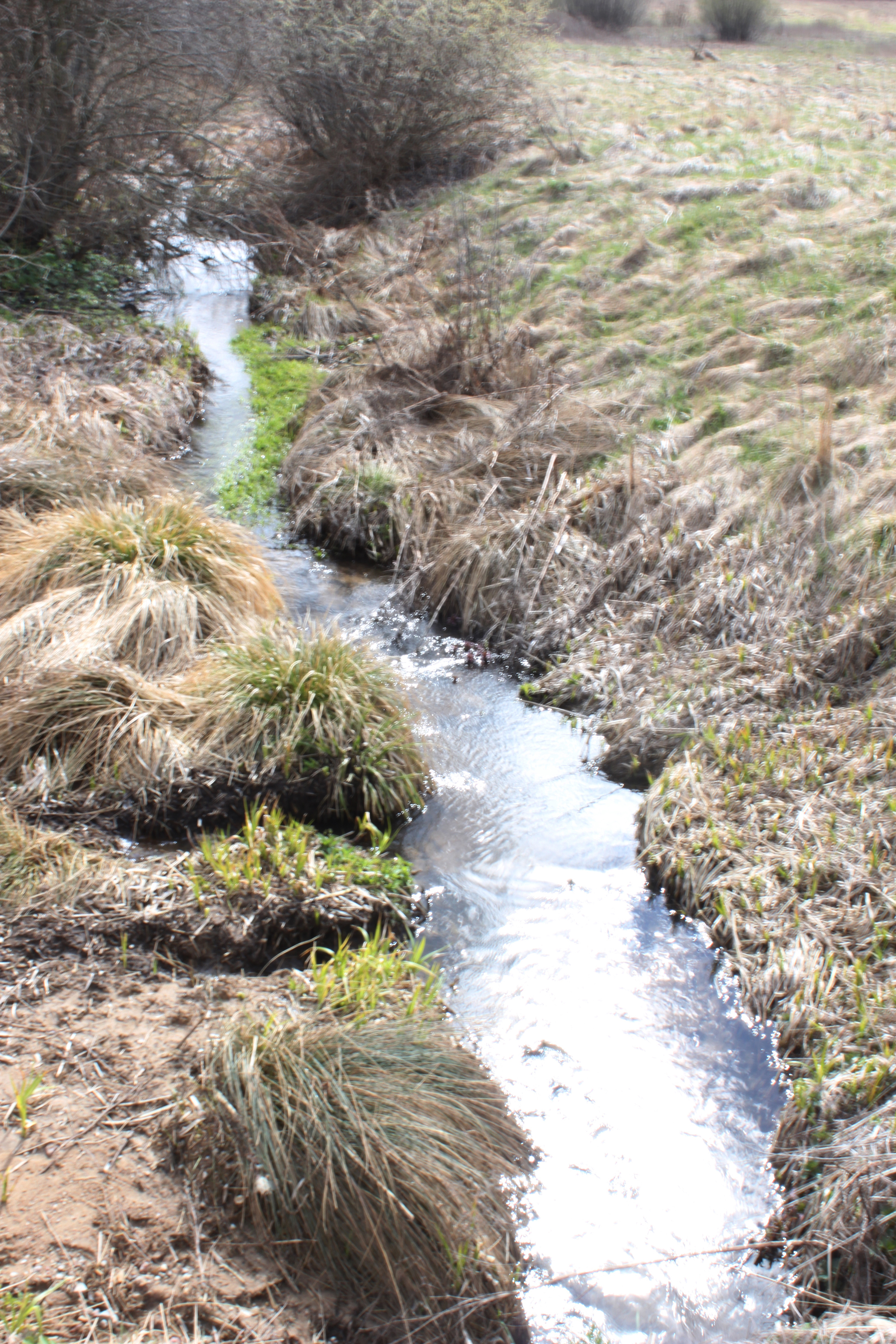
Cours d'eau.
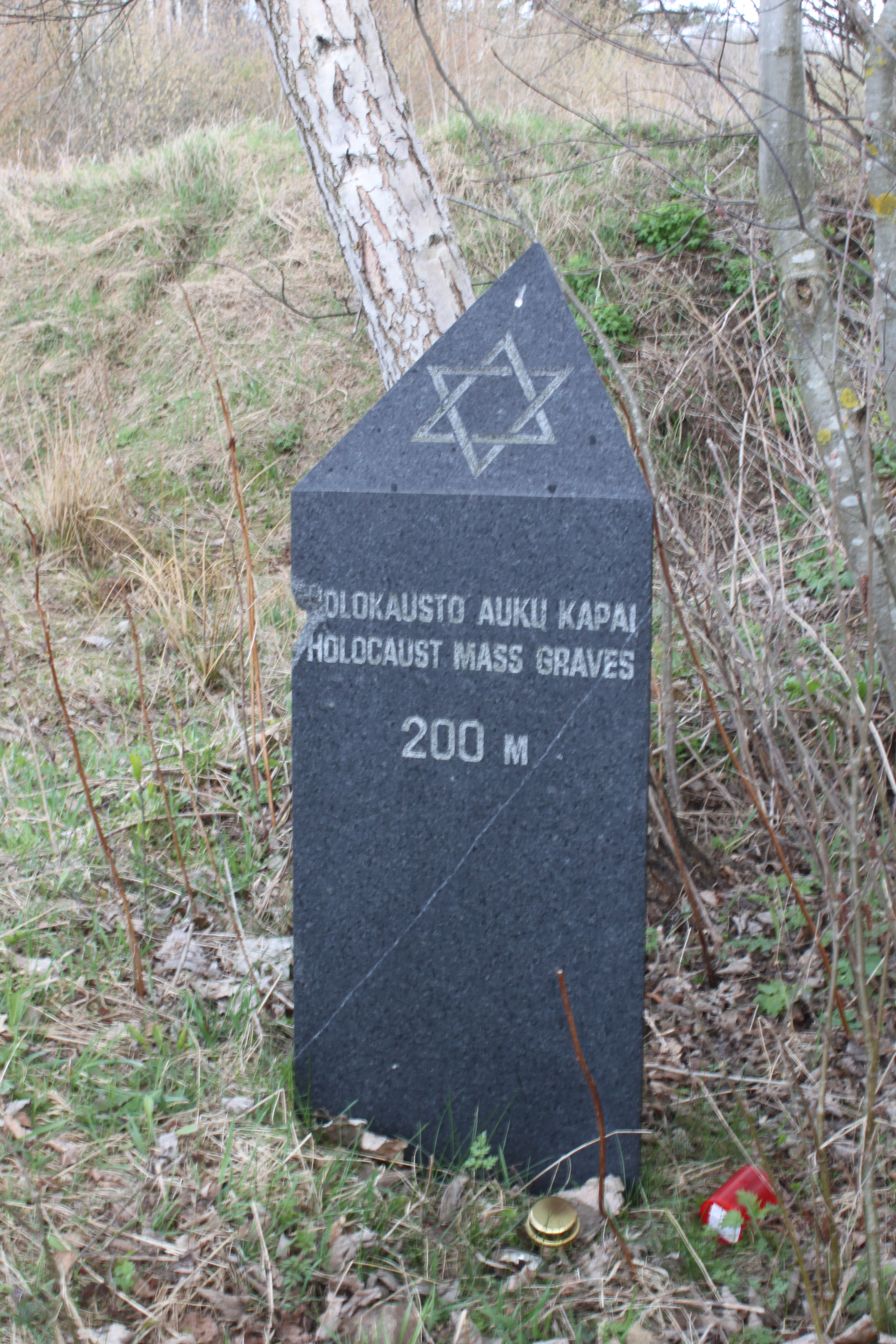
Mémorial sur le lieu du massacre